# Josef (patriarcha)

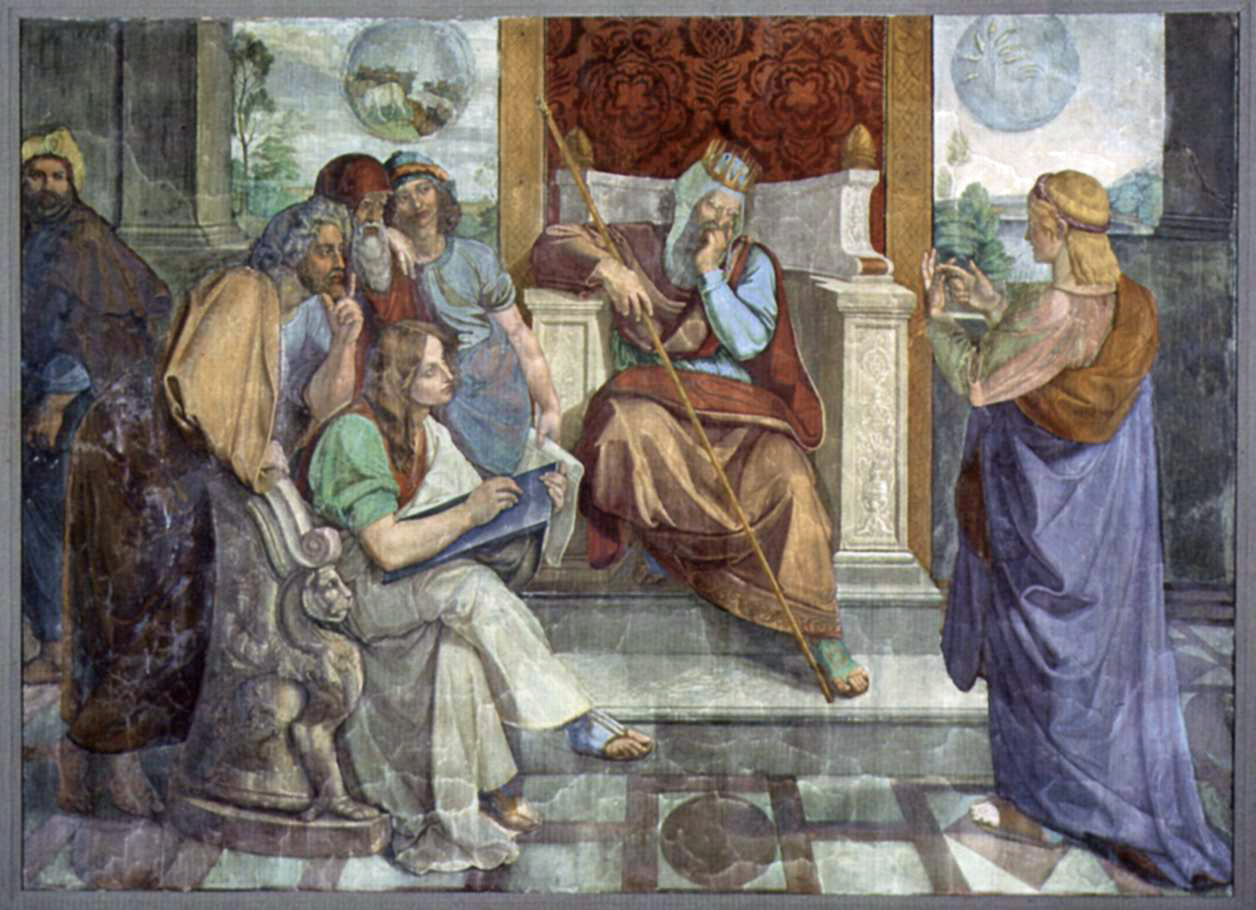
Josef interpretuje faraónův sen (Peter von Cornelius, 1816–1817)

Josef (hebrejsky יוסף‎; kraličtí přepisují Jozef) je biblická postava, předposlední syn izraelského patriarchy Jákoba, první syn jeho milované ženy Ráchel. Jako jeden z Jákobových 12 synů byl předkem dvou izraelských kmenů, které vzešly z jeho dvou synů, z Manassese a Efraima, které mu porodila jeho egyptská manželka Asenat. Cyklus vyprávění o Josefovi se nachází v biblické knize Genesis v kapitolách 37–50 (s výjimkou kap. 38 a několika bloků ke konci). Toto vyprávění v přeformulované podobě, uhlazené, ale i oproštěné od mnoha drobností a literárního napětí se nachází i v jiných náboženských textech, např. v knize Jubileí nebo v Koránu (kde je tradicí označován za nejkrásnější příběh).
Kromě tohoto biblického vyprávění existují o Josefovi i apokryfní tradice, např. Josef a Asenat, která vypráví o Josefově manželství s egyptskou ženou Asenat, dcerou kněze, nebo Závěti dvanácti patriarchů.

## Vyprávění o Josefovi

### Souhrn josefovského cyklu

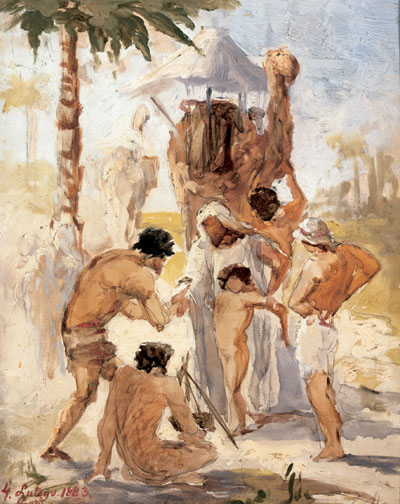
Scéna prodeje Josefa do otroctví jeho bratry (Anna Bilińska-Bohdanowiczowa, 1883)

Příběh obsažený na konci knihy Genesis vypráví následující: Jákob svého druhého nejmladšího syna Josefa miloval víc, než ostatní své syny. Narodil se totiž jeho nejmilejší ženě Ráchel jako její prvorozený syn. Svou náklonnost k Josefovi dával Jákob tak okatě najevo, že to nemohlo nikomu uniknout. Zvlášť těžce to nesli jeho starší bratři, kteří se narodili Jákobově ženě Lei a ženinám Bilze a Zilpě. Ti začali na Josefa žárlit a jejich žárlivost postupně přerostla až v takovou nenávist, že někteří z nich ho chtěli zabít. Tento svůj záměr se nakonec rozhodli zrealizovat při jedné příležitosti, kdy pásli ovce svého otce nedaleko Šekemu a Jákob poslal Josefa, aby se za svými bratry zašel podívat, jak se jim daří. Nicméně proti uskutečnění tohoto vražedného plánu se tehdy postavil nejstarší Jákobův syn Rúben a navrhl bratrům, aby Josefa místo toho hodili do prázdné nádrže na srážkovou vodu. Myslel si totiž, že později Josefa z této prázdné cisterny vytáhne a odvede jej zpět k otci. Bratři na Rúbenův návrh přistoupili. Když k nim Josef přišel, strhli z něj suknici a hodili jej do cisterny. Mezitím se Rúben od bratrů vzdálil. Vtom však procházela kolem karavana obchodníků směřujících do Egypta. Juda, jeden z bratrů, navrhl, aby Josefa prodali. Josef byl nakonec prodán za dvacet šekelů stříbra a odveden do Egypta, kde se stal otrokem Potifara. Podle židovské tradice Josefovi bratři koupili za obdržené šekely pro sebe 10 párů bot - na to narážejí slova proroka Ámose, který připomíná tento zločin synů Izraele: „... za stříbro prodávají spravedlivého a ubožáka pro pár opánků.“  Když se Rúben o prodeji svého bratra dozvěděl, roztrhl svůj šat a pro Josefa před svými bratry truchlil. Přesto se připojil ke svým bratrům, když společně vzali Josefovu suknici, namočili ji do kozlečí krve, a předložili ji otci jako důkaz toho, že Josefa sežrala divoká zvěř.
Josef však byl v Egyptě pod zvláštní Boží ochranou a vypracoval se na nejvyššího otroka v Potifarově domě. V té době se do něj zahleděla Potifarova manželka a pokoušela se Josefa svést. Když se ji to nedařilo, nařkla Josefa z pokusu o znásilnění a Josef byl uvržen do vězení. Právě tam však proslul jako výborný vykladač snů. Správně totiž vyložil sny svých prominentních spoluvězňů. Jeden z nich byl číšníkem a druhý pekařem samotného faraona. Pekař byl v souladu s Josefovou předpovědí oběšen a číšník znovu povolán, aby obsluhoval svého panovníka. Když měl později faraon sen, který mu nikdo nedokázal uspokojivě vyložit, vzpomenul si číšník na Josefa a zmínil se před faraonem o jeho schopnostech. Faraon dal Josefa okamžitě vyvést z věznice a chtěl po něm, aby mu jeho sen vyložil. Podle židovské tradice se tak stalo na Roš ha-šana nebo na pesach, a sice v roce 2230 od stvoření světa. Josef faraonův sen vyložil tak, že má nadejít 7 let nadúrody a poté dalších 7 let naprosté neúrody, a vyzval faraona, aby někoho schopného pověřil tím, aby v letech nadúrody shromažďoval potravu v královských sýpkách. Faraonovi se zalíbil nejen výklad, ale i návrh, a jmenoval Josefa za nejvyššího správce Egypta a dal mu nové jméno Cafenat Pa'neach (hebrejsky צָפְנַת פַּעְנֵחַ‎, doslova „Odhalující skryté“). Když pak nastaly roky neúrod, dolehl hlad i na obyvatele Kenaánu, kde žila Josefova rodina. Tehdy Jákob poslal své syny, aby v Egyptě nakoupili potravu. Když bratři sestoupili do Egypta a byli předvedeni před Josefa, Josef s nimi hovořil drsně a přes tlumočníka. Nechtěl totiž, aby jej bratři ihned poznali. Když však viděl jejich soudržnost a ochotu obětovat se za Benjamína, nejmladšího bratra, kterého Jákob poté, co se Josef ztratil, miloval ze všech nejvíc, neudržel se, s pláčem jim odhalil svou pravou totožnost a došlo k velkému smíření mezi ním a jeho bratry, kteří jej prodali. Poté, co došlo k tomuto smíření, přestěhovala se celá Jákobova rodina do Egypta, do země Gošen v oblasti nilské delty.
Tento příběh kromě toho, že obsahuje příhodu o Josefovi a jeho bratrech, vypráví především o tom, jak se z jedné semitské rodiny během pobytu v Egyptě stal izraelský národ. Tento národ byl později v Egyptě zotročen, ale poté vysvobozen pod vedením Mojžíše.

### Josef a Asenat
O tom, že si Josef vzal za manželku Asenat, dceru předního egyptského kněze, která mu porodila dva syny, se v Genesis hovoří ve třech verších. Tuto zmínku bohatě rozvíjí pozdější, apokryfní tradice ve spise „Josef a Asenat“. Asenat, velmi sličná, si Josefa oškliví, ale nakonec po Božím zásahu si ho oblíbí. Oba se do sebe nakonec zamilují a vezmou se.

## Kmen Josef
Podle biblické a židovské tradice z Josefa vzešly 2 kmeny: Manasses a Efraim, podle dvou jeho synů. Někdy se však hovoří přímo o kmenu Josef. Tyto kmeny byly součástí Izraelského království a zanikly tedy v roce 722 př. n. l.

## Historicita
Josefova historicita je podle současného historického poznání nejistá. Podle biblické chronologie (Ex 12,40 a 1 Kr 6,1) by Josefovo působení připadalo na období vlády faraóna Senusreta III. Nicméně učenci, kteří připouštějí Josefovu historicitu, jej většinou kladou až do Druhé přechodné doby (např. Alfred Tschirschnitz či Israel Finkelstein).

## Josef v islámu
Josef (arab. يوسُف, Yūsuf) je považován za jednoho z proroků. Jeho příběhu je věnována celá jedna súra v Koránu.

## Výskyt v umění
- Thomas Mann napsal o Josefově životě obsáhlý román Josef a bratří jeho
- Andrew Lloyd Webber a Tim Rice napsali na téma Josefova života muzikál Josef a jeho úžasný pestrobarevný plášť (Joseph And The Amazing Technicolor Dreamcoat)